# 100. pehotni polk (Italija)
100. pehotni polk Treviso je bil pehotni polk Kraljeve italijanske kopenske vojske.

## Zgodovina
Med prvo svetovno vojno je bil polk aktiven na soški fronti